# Uftjuga (affluente della Dvina Settentrionale)
La Uftjuga (in russo Уфтюга?) è un fiume della Russia europea settentrionale, affluente di destra della Dvina Settentrionale. Scorre nell'Oblast' di Arcangelo, nel Krasnoborskij rajon.

## Descrizione
Nasce nella parte sud-orientale dell'oblast' di Arcangelo nello spartiacque di Vaška, Dvina settentrionale e Vyčegda; scorre con direzione mediamente sud-occidentale in una zona poco popolata e coperta dalla taiga e interessata da estesi fenomeni di impaludamento, sfociando nel canale laterale della Dvina Settentrionale (il Pesčanskij Poloj) nel suo alto corso, a est della cittadina di Krasnoborsk.
Non incontra centri urbani nel suo alto e medio corso, mentre tocca vari piccoli insediamenti nella parte bassa. È gelata, mediamente, da fine ottobre - primi di novembre a fine aprile - primi di maggio.
I suoi maggiori affluenti sono: Mot'ma (lungo 119 km) proveniente dalla sinistra idrografica e Lachoma (120 km) dalla destra.